# Округа Британской Колумбии

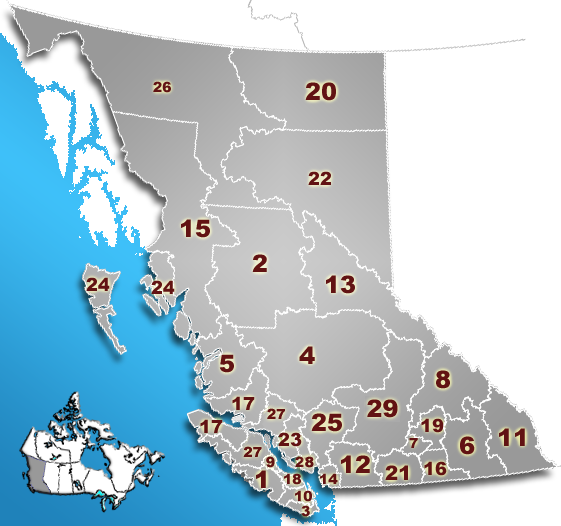
Карта региональных округов Британской Колумбии
1. Алберни-Клейокуот 2. Балкли-Нечако 3. Капитал 4. Карибу 5. Сентрал-Кост 6. Сентрал-Кутеней 7. Сентрал-Оканаган 8. Коламбия-Шасвоп 9. Комокс-Вэлли 10. Ковичан-Вэлли 11. Ист-Кутеней 12. Фрейзер-Вэлли 13. Фрейзер-Форт-Джордж 14. Метро-Ванкувер 15. Китимат-Стикин 16. Кутеней-Баундари 17. Маунт-Уэддингтон 18. Нанаймо 19. Норт-Оканаган 20. Нортерн-Рокиз 21. Оканаган-Симилкамин 22. Пис-Ривер 23. Пауэлл-Ривер 24. Норт-Кост 25. Скуомиш-Лиллуэт 26. Стикин 27. Страткона 28. Саншайн-Кост 29. Томпсон-Никола

Британская Колумбия включает в себя 28 региональных округов, остальная территория не инкорпорирована и входит в регион Стикин. Как и в остальных провинциях Канады, основные функции округов заключаются в администрировании территорий, не входящих в инкорпорированные населённые пункты.
В 1950-х годах правительство Британской Колумбии столкнулось с проблемой организации местного управления. Урбанизированные территории нуждались в регулировании взаимодействий между городами и муниципалитетами. Сельские районы и изолированные населённые пункты не имели достаточно финансов для организации местной администрации, что вынуждало правительство провинции выполнять эти функции. Система региональных округов была принята легислатурой провинции в 1965 году. За 5 последующих лет были созданы 29 округов. Их границы в основном были согласованы с границами школьных районов. Первым был инкорпорирован округ Комокс-Страткона в августе 1965 года (в 2008 году был разделён на округа Статкона и Комокс-Вэлли).
Правительство региональных округов ответственно за общее управление территорией, особенно сельской частью, и взаимодействие между населёнными пунктами округа. Для всей территории округа функции заключаются в общем административном управлении, планировании, подаче воды, переработке отходов, аварийной системе и обеспечении региональных парков. Для сельской местности окружное правительство также занимается планированием застройки и регуляции земельных вопросов, инспекцией зданий, общественных парков, пожарной безопасностью, освещением улиц.
Региональные округа являются объединением муниципалитетов и избирательных округов. В совет входят как представители населённых пунктов, так и сельских районов. Для определения количества представителей используется следующая система. Сначала определяется единица голосования, которая обычно связана с населением самого маленького избирательного округа (около тысячи или нескольких тысяч человек), затем вычисляется избирательная сила каждого избирательного округа делением количества жителей на единицу голосования. Это число затем делится на пять и округляется в большую сторону, что и является числом представителей данного муниципалитета или избирательного округа. Например, в округе Капитал, город Виктория с населением 74 125 человек представляют три человека, окружной муниципалитет Саанич с населением 103 654 человека представляют пять человек, а город Вью-Роял с населением 7271 человек имеет одного представителя (данные за 2001 год).

## Список округов
В списке приведены 28 региональных округов и один регион Британской Колумбии в алфавитном порядке. Указана численность и плотность населения на 2016 год, площадь, год основания, расположение округа на карте провинции и зарегистрированные населённые пункты округов, включая города, деревни и окружные муниципалитеты (индейские резервации и электоральные округа не указаны). В качестве источников указаны страницы округов на сайте Статистической службы Канады и в перечне географических мест Канады.
| Название            | Оригина- льное название | Код  | Год образо- вания | Населе- ние (2016) | Площадь, км² (2016) | Плот- ность (чел./км²) | Населённые пункты | Ссылки        | На карте провинции |
| ------------------- | ----------------------- | ---- | ----------------- | ------------------ | ------------------- | ---------------------- | --- | ------------- | ------------------ |
| Алберни-Клейокуот   | Alberni-Clayoquot       | 5923 | 1966              | 30 981             | 6589                | 4,7                    | Порт-Алберни, Тофино, Юклулет | [ 5 ] [ 6 ]   |                    |
| Балкли-Нечако       | Bulkley-Nechako         | 5951 | 1966              | 37 896             | 73 361              | 0,5                    | Бернс-Лейк, Вандерхуф, Гранайл, Смитерс, Телкуа, Форт-Сент-Джеймс, Фрейзер-Лейк, Хьюстон | [ 7 ] [ 8 ]   |                    |
| Ист-Кутеней         | East Kootenay           | 5901 | 1966              | 60 439             | 27 542              | 2,2                    | Кимберли, Кранбрук, Радиум-Хот-Спрингс, Спарвуд, Ферни, Элкфорд, Инвермир | [ 9 ] [ 10 ]  |                    |
| Капитал             | Capital                 | 5917 | 1966              | 383 360            | 2341                | 163,8                  | Виктория, Вью-Роял, Колвуд, Лэнгфорд, Метчосин, Норт-Саанич, Ок-Бей, Саанич, Сентрал-Саанич, Сидни, Сук, Хайлендс, Эскуаймолт                                                                                                | [ 11 ] [ 12 ] |                    |
| Карибу              | Cariboo                 | 5941 | 1968              | 61 988             | 80 610              | 0,8                    | Кеснел, Хандред-Майл-Хаус, Уильямс-Лейк, Уэллс | [ 13 ] [ 14 ] |                    |
| Китимат-Стикин      | Kitimat-Stikine         | 5949 | 1967              | 37 367             | 104 465             | 0,4                    | Китимат, Китимат, Нью-Хейзелтон, Стюарт, Хейзелтон | [ 15 ] [ 16 ] |                    |
| Кауичан-Валли       | Cowichan Valley         | 5919 | 1967              | 83 739             | 3475                | 24,1                   | Данкан, Лейк-Кауичан, Ледисмит, Норт-Кауичан | [ 17 ] [ 18 ] |                    |
| Коламбия-Шасвоп     | Columbia-Shuswap        | 5939 | 1965              | 51 366             | 28 929              | 1,8                    | Голден, Ревелсток, Салмон-Арм, Сикамус | [ 19 ] [ 20 ] |                    |
| Комокс-Вэлли        | Comox Valley            | 5926 | 2008              | 66 527             | 1670                | 39,1                   | Камберленд, Комокс, Кортни | [ 21 ] [ 22 ] |                    |
| Кутеней-Баундари    | Kootenay Boundary       | 5905 | 1966              | 31 447             | 8085                | 3,9                    | Уорфилд, Гранд-Форкс, Гринвуд, Мидуэй, Монт-Роуз, Росленд, Трейл, Фрутвейл | [ 23 ] [ 24 ] |                    |
| Маунт-Уоддингтон    | Mount Waddington        | 5943 | 1966              | 11 035             | 20 244              | 0,5                    | Алерт-Бей, Порт-Алис, Порт-Мак-Нилл, Порт-Харди | [ 25 ] [ 26 ] |                    |
| Метро-Ванкувер      | Metro Vancouver         | 5915 | 1967              | 2 463 431          | 2883                | 855                    | Анмор, Белкарра, Бернаби, Ванкувер, Делта, Кокуитлам, Лайонс-Бэй, Лэнгли, Лэнгли, Мейпл-Ридж, Норт-Ванкувер, Норт-Ванкувер, Нью-Уэстминстер, Пит-Медоус, Порт-Кокуитлам, Порт-Муди, Ричмонд, Суррей, Уайт-Рок, Уэст-Ванкувер | [ 27 ] [ 28 ] |                    |
| Нанаймо             | Nanaimo                 | 5921 | 1967              | 155 698            | 2038                | 76,4                   | Куоликум-Бич, Нанаймо, Парксвилл | [ 29 ] [ 30 ] |                    |
| Норт-Кост           | North Coast             | 5947 | 1967              | 18 133             | 19 775              | 0,9                    | Массет, Принс-Руперт, Порт-Клементс, Порт-Эдуард | [ 31 ] [ 32 ] |                    |
| Норт-Оканаган       | North Okanagan          | 5937 | 1965              | 84 354             | 7502                | 11,2                   | Армстронг, Вернон, Колдстрим, Ламби, Спалламчин, Эндерби | [ 33 ] [ 34 ] |                    |
| Нортерн-Рокиз       | Northern Rockies        | 5959 | 2009              | 5393               | 85 111              | 0,1                    | Нортерн-Рокиз | [ 35 ] [ 36 ] |                    |
| Оканаган-Симилкамин | Okanagan-Similkameen    | 5907 | 1966              | 83 022             | 10 412              | 8,0                    | Керемиос, Оливер, Осуюс, Пентинктон, Принстон, Саммерленд | [ 37 ] [ 38 ] |                    |
| Пауэлл-Ривер        | Powell River            | 5927 | 1967              | 20 070             | 5075                | 4,0                    | Пауэлл-Ривер | [ 39 ] [ 40 ] |                    |
| Пис-Ривер           | Peace River             | 5955 | 1987              | 62 942             | 117 387             | 0,5                    | Досон-Крик, Пус-Куп, Тамблер-Ридж, Тейлор, Форт-Сент-Джон, Хадсонс-Хоуп, Четуинд | [ 41 ] [ 42 ] |                    |
| Саншайн-Кост        | Sunshine Coast          | 5929 | 1967              | 29 970             | 3774                | 7,9                    | Гибсонс, Сишелт | [ 43 ] [ 44 ] |                    |
| Сентрал-Кост        | Central Coast           | 5945 | 1968              | 3319               | 24 491              | 0,1                    | Зарегистрированных населённых пунктов нет | [ 45 ] [ 46 ] |                    |
| Сентрал-Кутеней     | Central Kootenay        | 5903 | 1965              | 59 517             | 22 095              | 2,7                    | Касло, Каслгар, Крестон, Накасп, Нельсон, Нью-Денвер, Салмо, Силвертон, Слокан | [ 47 ] [ 48 ] |                    |
| Сентрал-Оканаган    | Central Okanagan        | 5935 | 1967              | 194 882            | 2905                | 67,1                   | Келоуна, Лейк-Кантри, Пичлэнд, Уэст-Келоуна | [ 49 ] [ 50 ] |                    |
| Скуомиш-Лиллуэт     | Squamish-Lillooet       | 5931 | 1968              | 42 665             | 16 311              | 2,6                    | Лиллуэт, Пембертон, Скуомиш, Уистлер | [ 51 ] [ 52 ] |                    |
| Стикин              | Stikine                 | 5957 |                   | 740                | 118 664             | 0,0                    | Зарегистрированных населённых пунктов нет | [ 53 ]        |                    |
| Страткона           | Strathcona              | 5924 | 2008              | 44 671             | 18 278              | 2,4                    | Голд-Ривер, Зебаллос, Кэмпбелл-Ривер, Сейвард, Тасис | [ 54 ] [ 55 ] |                    |
| Томпсон-Никола      | Thompson-Nicola         | 5933 | 1967              | 132 663            | 44 449              | 3,9                    | Ашкрофт, Барьер, Камлупс, Каш-Крик, Клинтон, Клируотер, Литтон, Логан-Лейк, Мерритт, Сан-Пик-Маунтин, Чейс | [ 56 ] [ 57 ] |                    |
| Фрейзер-Валли       | Fraser Valley           | 5909 | 1995              | 295 934            | 13 335              | 22,2                   | Абботсфорд, Кент, Мишен, Харрисон-Хот-Спрингс, Хоуп, Чилливак | [ 58 ] [ 59 ] |                    |
| Фрейзер-Форт-Джордж | Fraser-Fort George      | 5953 | 1967              | 94 506             | 50 676              | 1,9                    | Вейлмаунт, Мак-Брайд, Маккензи, Принс-Джордж | [ 60 ] [ 61 ] |                    |

## Комментарии
1. ↑  В некоторых региональных округах населённых пунктов не зарегистирировано.
2. ↑  Округ Комокс-Вэлли был создан 1 февраля 2008 года из упразднённого округа Комокс-Страткона.
3. ↑  Округ был инкорпорирован под названием Большой Ванкувер 29 июня 1967 года. 30 января 2017 года название изменили на Метро-Ванкувер.
4. ↑  Округ был инкорпорирован 17 августа 1967 года под названием Скина-Куин-Шарлот. 19 сентября 2016 года округ сменил название на Норт-Кост.
5. ↑  Региональный муниципалитет Нортерн-Рокиз был создан 29 января 2009 года, в границах совпадающих с границами упразднённого регионального округа Нортерн-Рокиз за исключением индийских резерваций.
6. ↑  Округ был создан 31 октября 1987 года при разделении округа Пис-Ривер-Лиард на два.
7. ↑  Округ был инкорпорирован 16 июля 1968 года под названием Оушен-Фоллс. 2 декабря 1976 года округ сменил название на Сентрал-Кост.
8. ↑  Неинкорпорированная территория провинции.
9. ↑  Округ Страткона был создан 1 февраля 2008 года из упразднённого округа Комокс-Страткона.
10. ↑  Округ Фрейзер-Валли был создан 12 декабря 1995 года из части упразднённых округов Деудни-Алуеэт, Сентрал-Фрейзер-Валли и Фрейзер-Крим.